# NGC 7813
NGC 7813 = IC 5384 ist eine Spiralgalaxie vom Hubble-Typ Sb im Sternbild Walfisch südlich des Himmelsäquators. Sie ist schätzungsweise 411 Millionen Lichtjahre von der Milchstraße entfernt und hat einen Durchmesser von etwa 95.000 Lichtjahren.
Im selben Himmelsareal befindet sich u. a. die Galaxie IC 1529.
Entdeckt wurde das Objekt im Jahr 1886 von Frank Muller. Mullers Position wird mit RA 00 03 14.3 & Dec -11 59 13 angegeben, was offensichtlich falsch ist, da dort nichts zu sehen ist und der einzige Stern der Größe 8 in der Region praktisch über der vermeintlichen Position liegt, anstatt zehn Sekunden entfernt zu sein. Daher wird man vielleicht nie erfahren, was Muller gesehen hat (oder zu sehen glaubte). Howe fand jedoch IC 5384, als er nach NGC 7813 suchte, und Dreyer war hinreichend davon überzeugt, dass Howes Nebel mit dem von Muller übereinstimmte, so dass er diese Notiz in das zweite IC einfügte: "Howe fand nur eine Nebelfleckigkeit in RA 23 57 00, NPD 102 45.8, 160° ausgedehnt, Stern der Größe 8,5 49 Sekunden nach Westen, zwei Sterne der Größe 9 8 Bogenminuten nördlich (= IC 5384)". Beide Beobachter sahen "ein extrem schwaches, sehr kleines, ausgedehntes" Objekt bei im Wesentlichen demselben NPD (und derselben Deklination), so dass die Gleichsetzung der beiden Objekte vernünftig erscheint (und seit der Veröffentlichung des zweiten IC vor mehr als einem Jahrhundert akzeptiert wurde). Die Beschreibungen des umgebenden Sternfeldes sind jedoch so unterschiedlich, dass es schwer zu glauben ist, dass die beiden Beobachter dasselbe gesehen haben, und NGC 7813 ist wahrscheinlich ein "verlorenes" Objekt; aber angesichts einer hundertjährigen Tradition scheint die Gleichsetzung mit IC 5384 eine Notwendigkeit zu sein, wenn auch nur zum Zweck der historischen Diskussion.